# 베이사이드 스테이션역
베이사이드 스테이션 역(Bayside Station, 일본어: ベイサイド・ステーション駅 베이사이도스테에숑에키[*])은 일본 지바현 우라야스시에 있는 철도역이다. 디즈니 리조트 라인 선의 중간 역이다.

## 타는 곳
승강장 번호가 없다. 난간형 스크린도어가 설치된 단선 승강장이다.

## 역세권 정보
- 도쿄 디즈니 리조트 공식 호텔들

## 역사
- 2001년 7월 27일: 영업 개시

## 인접역
| 디즈니 리조트 라인       | 디즈니 리조트 라인 | 디즈니 리조트 라인                 |
| ------------------------ | ------------------ | ---------------------------------- |
| 도쿄 디즈니랜드 스테이션 |                    | 도쿄 디즈니시 스테이션 반시계 방향 |